# 短轴省藤
短轴省藤（学名：[Calamus compsostachys] 错误：{{Lang}}：文本有斜体标记（帮助））为棕榈科省藤属下的一个种。

## 扩展阅读
- 維基物種上的相關：短轴省藤